# Només la veritat (Saint Judy)
Només la veritat (Saint Judy) és una pel·lícula dramàtica biogràfica estatunidenca dirigida per Sean Hanish sobre Judy Wood, una advocada d'immigració que va canviar la llei sobre la concessió d'asil als Estats Units per salvar la vida de les dones. És protagonitzada per Michelle Monaghan i Alfred Molina. Molina també n'és el productor executiu de la pel·lícula. El guió va ser escrit per un antic practicant de Wood. Es va estrenar al Festival de Cinema de Los Angeles del 2018. Es va estrenar l'1 de març de 2019 a càrrec de Blue Fox Entertainment. S'ha doblat al valencià per a À Punt.
El rodatge principal va començar el maig de 2017 a Los Angeles.